# Tolype
Tolype är ett släkte av fjärilar. Tolype ingår i familjen ädelspinnare.

## Bildgalleri

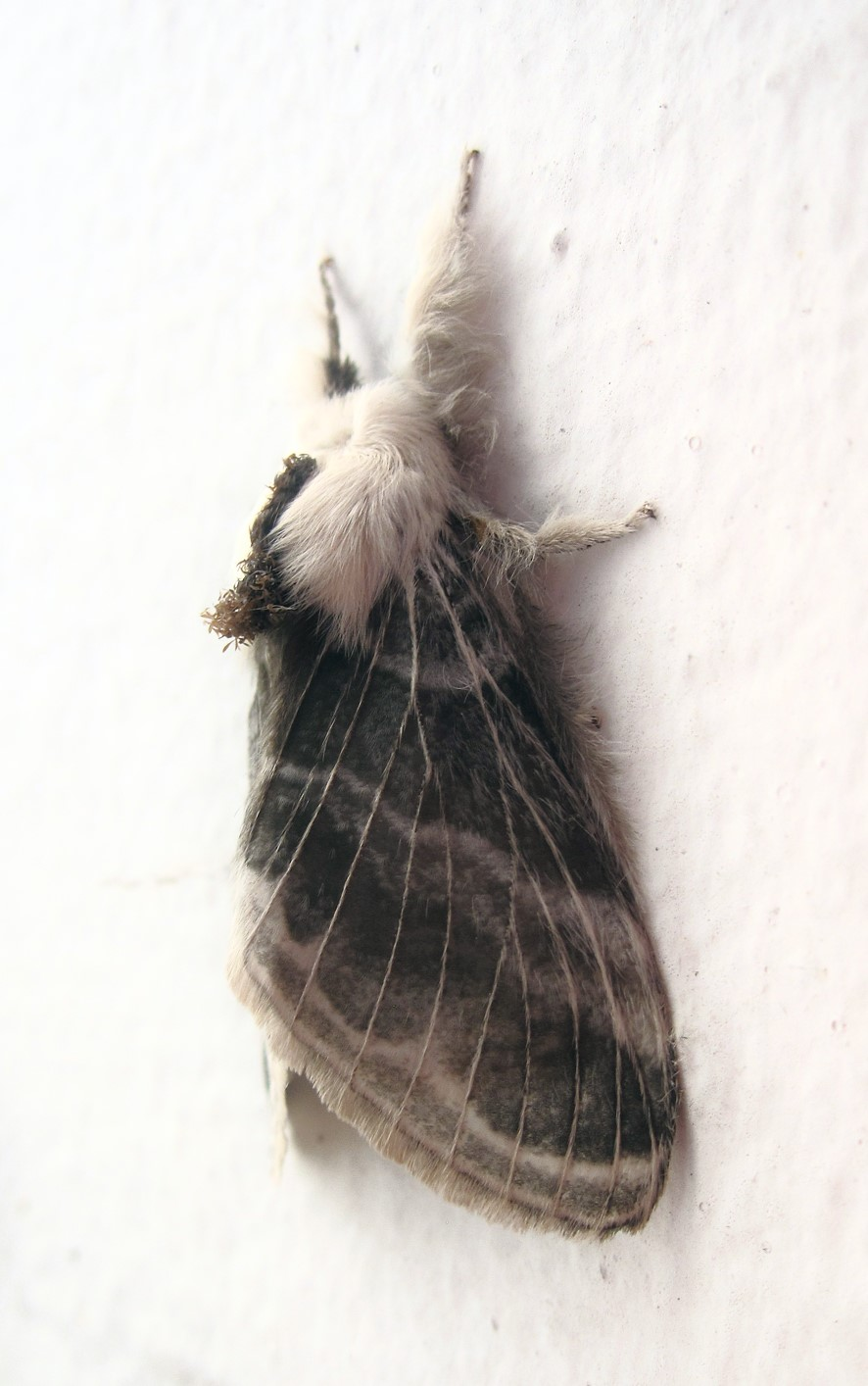
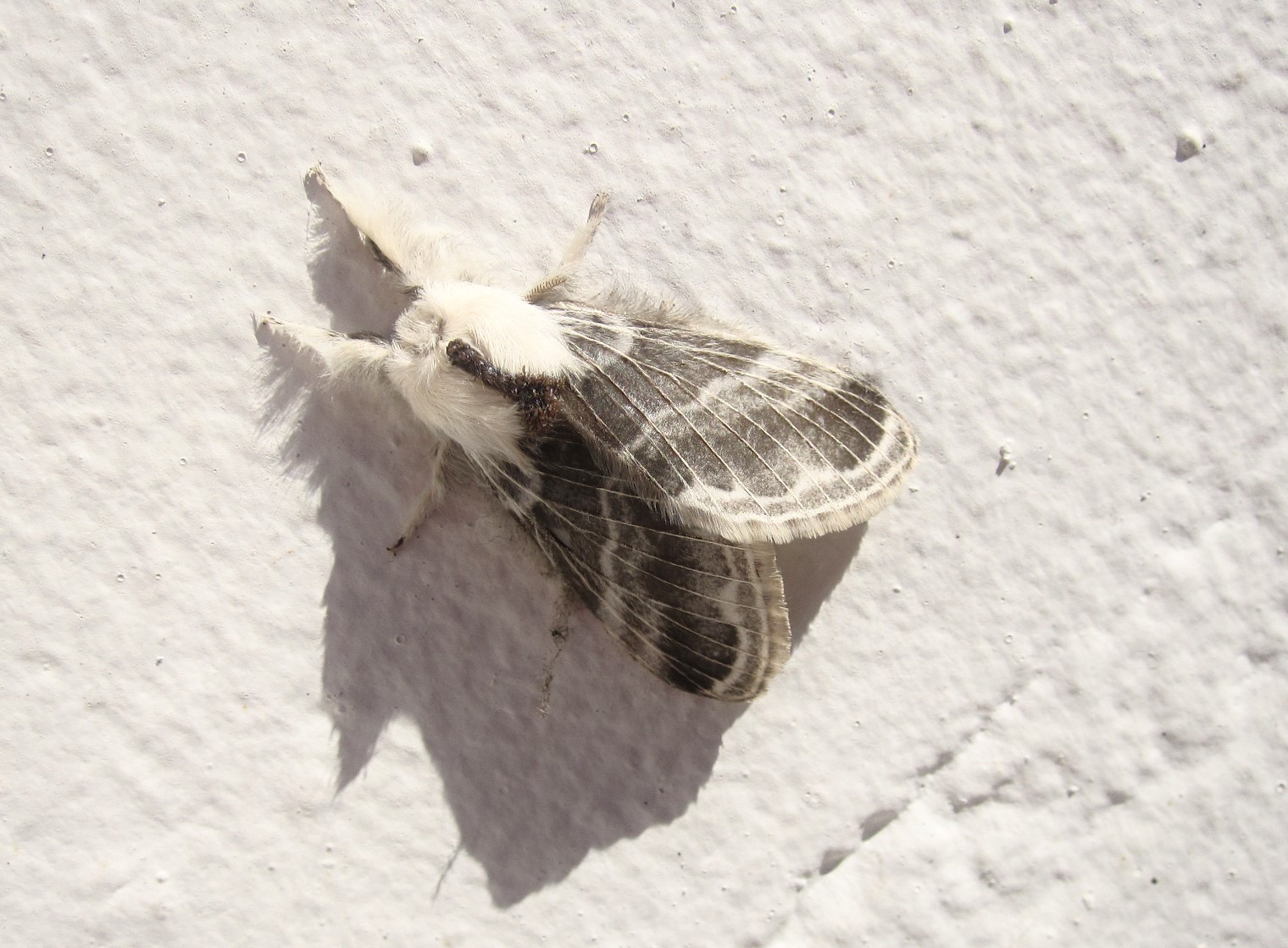
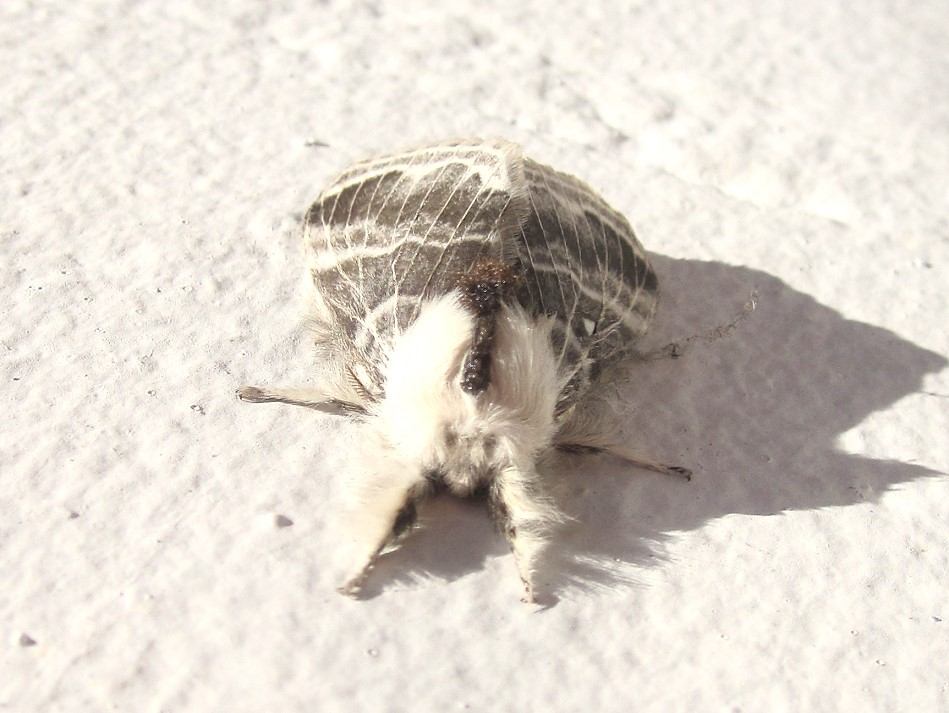
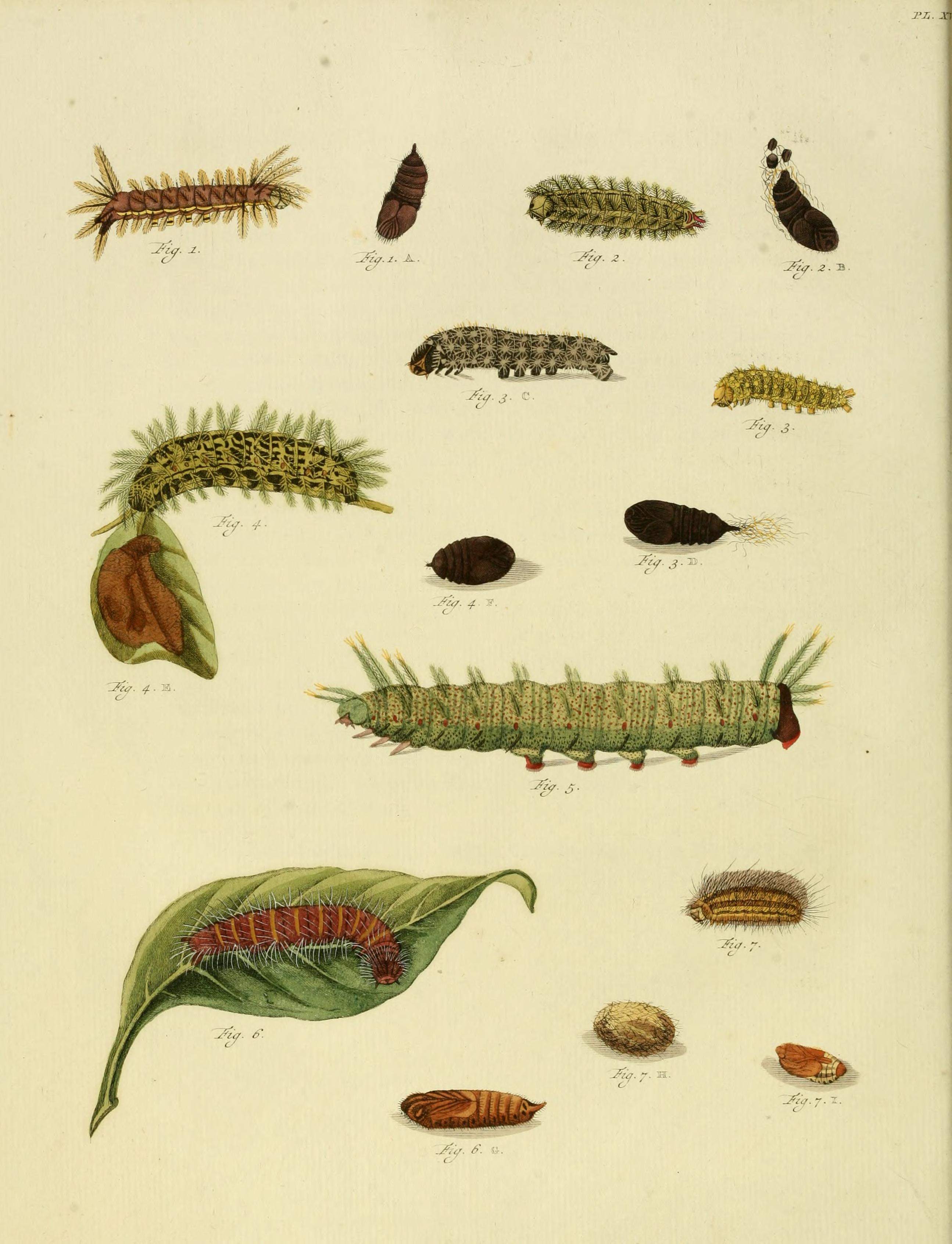
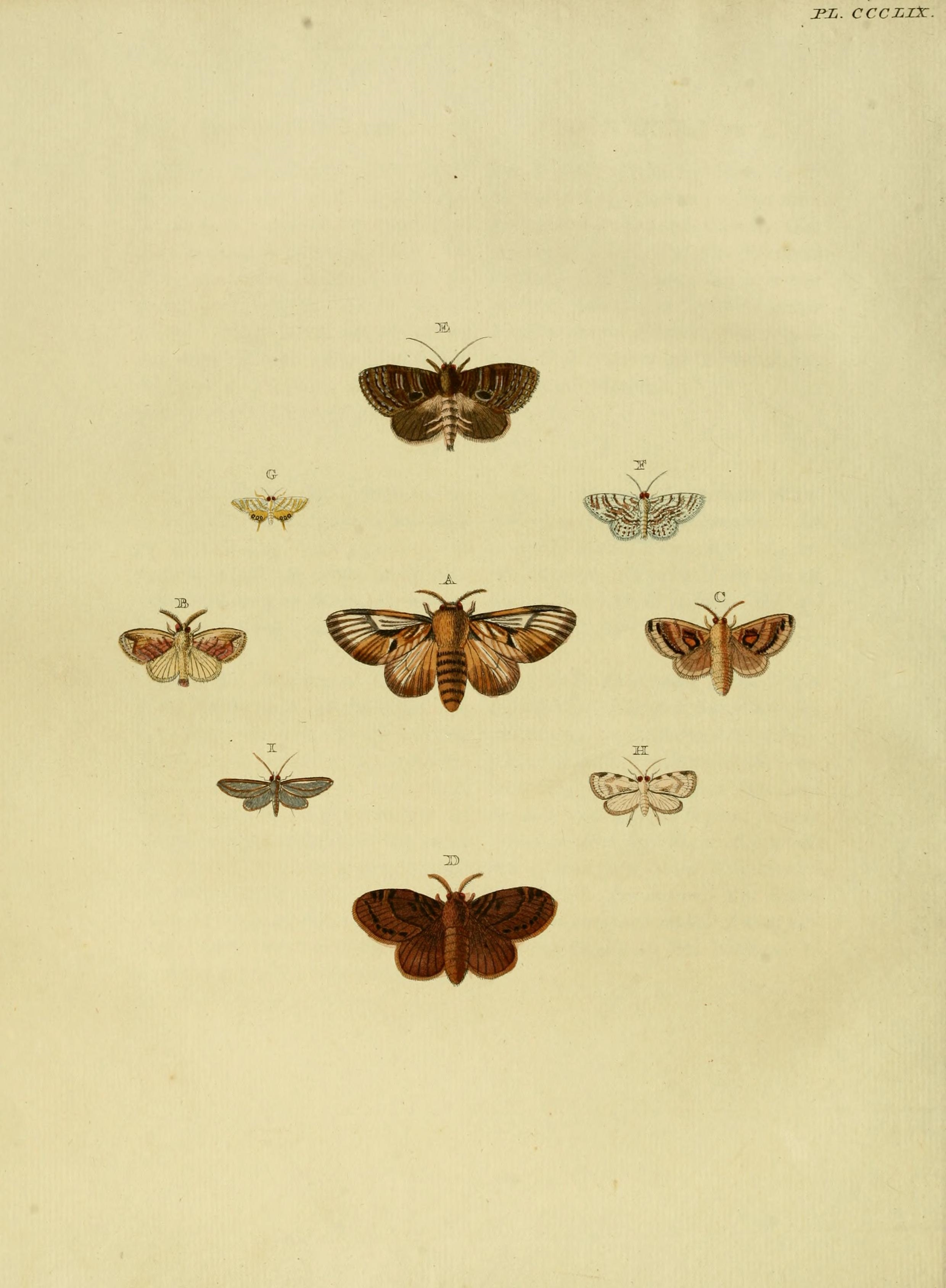
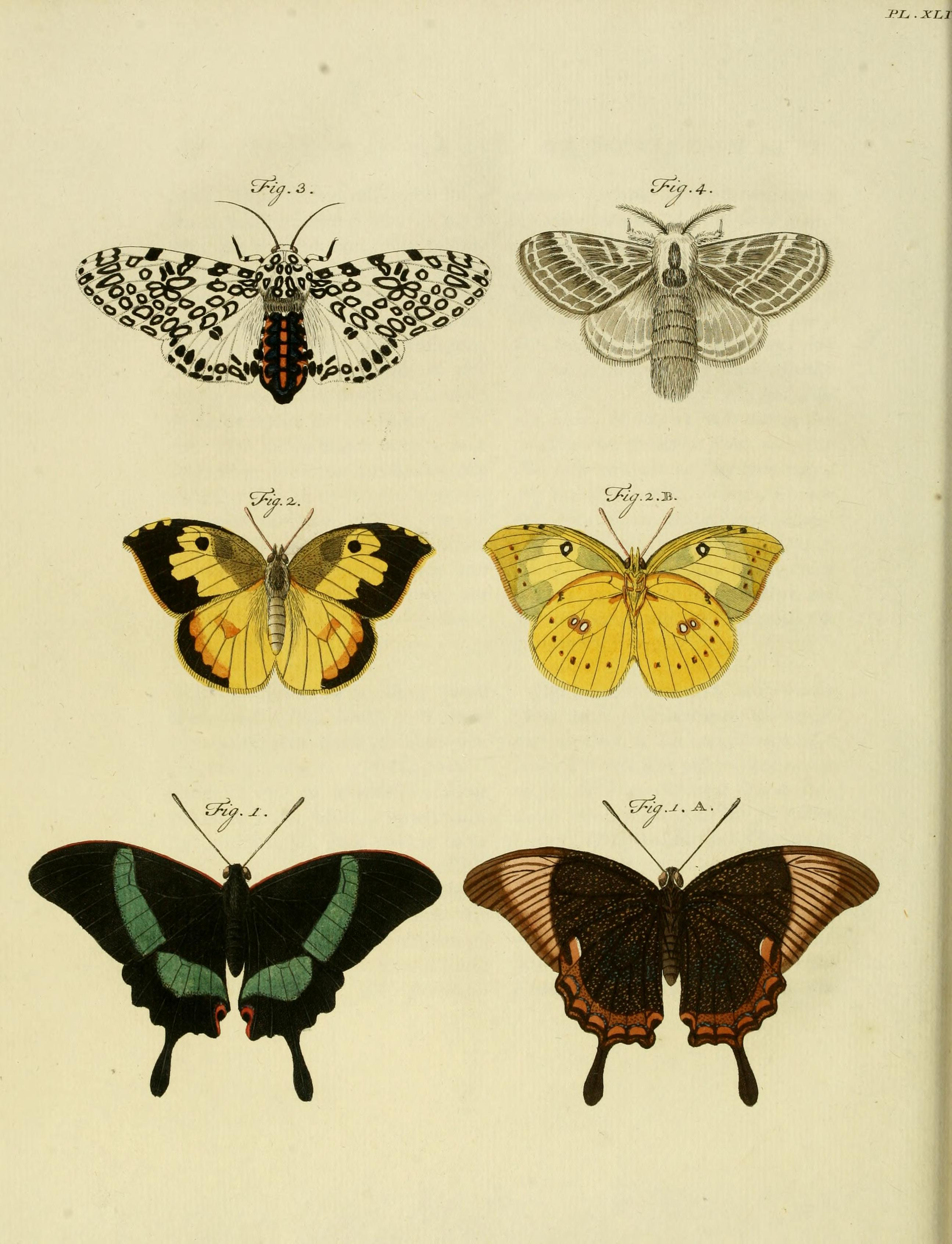

## Dottertaxa tillTolype, i alfabetisk ordning[1]
- Tolype abdan
- Tolype abstersa
- Tolype adolla
- Tolype adventitia
- Tolype albiapicata
- Tolype albula
- Tolype alegra
- Tolype aroana
- Tolype austella
- Tolype biapicata
- Tolype bipunctata
- Tolype caieta
- Tolype cajetana
- Tolype candida
- Tolype candidatus
- Tolype castralia
- Tolype catharina
- Tolype celeste
- Tolype cinella
- Tolype columbiana
- Tolype cupriflua
- Tolype cydona
- Tolype damnata
- Tolype dayi
- Tolype deboma
- Tolype denormata
- Tolype disciplaga
- Tolype distincta
- Tolype distinguenda
- Tolype dollia
- Tolype dulcis
- Tolype dyari
- Tolype effesa
- Tolype egena
- Tolype erisa
- Tolype fasciatus
- Tolype ferrugo
- Tolype flavobrunnea
- Tolype flexivia
- Tolype frenata
- Tolype fumosa
- Tolype fuscicaudata
- Tolype gelima
- Tolype gelnwoodi
- Tolype guentheri
- Tolype hella
- Tolype hemira
- Tolype incerta
- Tolype indecisa
- Tolype innocens
- Tolype intercalaris
- Tolype interstriata
- Tolype iridescens
- Tolype janeirensis
- Tolype lanuginosa
- Tolype laricis
- Tolype lasthenioides
- Tolype lemoulti
- Tolype loisa
- Tolype lowriei
- Tolype magnidiscata
- Tolype marynita
- Tolype mayelisae
- Tolype medialis
- Tolype mediocris
- Tolype melascens
- Tolype meridensis
- Tolype minta
- Tolype minuta
- Tolype miscella
- Tolype mollifacta
- Tolype mota
- Tolype nana
- Tolype nebulosa
- Tolype nigra
- Tolype nigribarbata
- Tolype nigricaria
- Tolype nigricula
- Tolype nigripuncta
- Tolype nigropatagiata
- Tolype notialis
- Tolype nuera
- Tolype obscura
- Tolype oculata
- Tolype pauperata
- Tolype pellita
- Tolype pelochroa
- Tolype perlonga
- Tolype perplexa
- Tolype peruviana
- Tolype phyllus
- Tolype picta
- Tolype poggia
- Tolype praepoggia
- Tolype pulla
- Tolype quiescens
- Tolype regina
- Tolype salvadora
- Tolype scaenica
- Tolype serralta
- Tolype silveria
- Tolype simulans
- Tolype songoaria
- Tolype sorex
- Tolype suffusa
- Tolype tarudina
- Tolype tenebrosa
- Tolype tolteca
- Tolype undulosa
- Tolype velleda
- Tolype ventriosa
- Tolype vespertilio
- Tolype villanea
- Tolype viuda
- Tolype vocontia